# Selecționata de fotbal a Insulelor Canare
Selecționata de fotbal a Insulelor Canare reprezintă Insulele Canare în fotbalul internațional. Nu este afiliată la FIFA sau UEFA, fiind reprezentată internațional de Echipa națională de fotbal a Spaniei. Joacă doar meciuri amicale.

## Meciuri selectate
| Dată        | Stadion         | Gazdă           | Adversar   | Scor  |
| ----------- | --------------- | --------------- | ---------- | ----- |
| 29 dec 2007 | Insulele Canare | Insulele Canare | Angola     | 2 - 0 |
| 17 mai 2002 | Insulele Canare | Insulele Canare | Venezuela  | 0 - 2 |
| 21 dec 1999 | Insulele Canare | Insulele Canare | Iugoslavia | 2 - 2 |
| 22 dec 1998 | Insulele Canare | Insulele Canare | Letonia    | 4 - 0 |
| 8 feb 1996  | Insulele Canare | Insulele Canare | Venezuela  | 5 - 1 |

## Lot
|  | P | Javi Ortega             |                                | - | - | Villa de Santa Brígida |  |  |
|  | P | Ione Puga               | 8 iulie 1986 (38 de ani)       | - | - | Mallorca B             |  |  |
|  | P | Moisés Trujillo         |                                | - | - | San Isidro             |  |  |
|  |   |                         |                                |   |   |                        |  |  |
|  | F | Ángel López             | 10 martie 1981 (44 de ani)     | - | - | Villarreal             |  |  |
|  | F | David García            | 25 februarie 1982 (43 de ani)  | - | - | Las Palmas             |  |  |
|  | F | Juanma                  | 18 octombrie 1982 (42 de ani)  | - | - | Las Palmas             |  |  |
|  | F | Ricardo                 |                                | - | - |                        |  |  |
|  | F | Pablo Sicilia           | 10 septembrie 1981 (43 de ani) | - | - | Tenerife               |  |  |
|  | F | Aythami                 | 2 aprilie 1986 (38 de ani)     | - | - | Deportivo de La Coruña |  |  |
|  | F | Carmelo                 | 9 iulie 1983 (41 de ani)       | - | - | Sporting de Gijón      |  |  |
|  |   |                         |                                |   |   |                        |  |  |
|  | M | Adrián Martín           | 28 septembrie 1981 (43 de ani) | - | - | Conquense              |  |  |
|  | M | Nauzet Alemán           | 25 februarie 1985 (40 de ani)  | - | - | Real Valladolid        |  |  |
|  | M | Canario                 | 27 mai 1988 (36 de ani)        | - | - | Espanyol B             |  |  |
|  | M | Jonathan Sesma González | 14 noiembrie 1978 (46 de ani)  | - | - | Córdoba                |  |  |
|  | M | Ayoze García            | 22 noiembrie 1975 (49 de ani)  | - | - | Tenerife               |  |  |
|  | M | Jorge Larena Avellaneda | 29 septembrie 1981 (43 de ani) | - | - | (without club)         |  |  |
|  | M | Momo                    | 15 iulie 1982 (42 de ani)      | - | - | Real Betis             |  |  |
|  | M | David Silva             | 8 ianuarie 1986 (39 de ani)    | - | - | Manchester City        |  |  |
|  |   |                         |                                |   |   |                        |  |  |
|  | A | Braulio Nóbrega         | 18 septembrie 1985 (39 de ani) | - | - | Real Zaragoza          |  |  |
|  | A | Cristo Marrero          | 11 octombrie 1978 (46 de ani)  | - | - | Las Zocas              |  |  |
|  | A | Rubén Castro            | 27 iunie 1981 (43 de ani)      | - | - | Real Betis             |  |  |
|  | A | Pedro Vega              | 19 iulie 1979 (45 de ani)      | - | - | Polideportivo Ejido    |  |  |
|  | A | Ione Jiménez            | 31 octombrie 1981 (43 de ani)  | - | - | Osasuna                |  |  |